# لا پلاتا (مریلند)
لا پلاتا (به انگلیسی: La Plata) شهری در ایالت مریلند کشور ایالات متحده آمریکا است که جمعیت آن در سرشماری سال ۲۰۱۰ میلادی، ۸٬۷۵۳ نفر بوده‌است.